# Port de Vigo

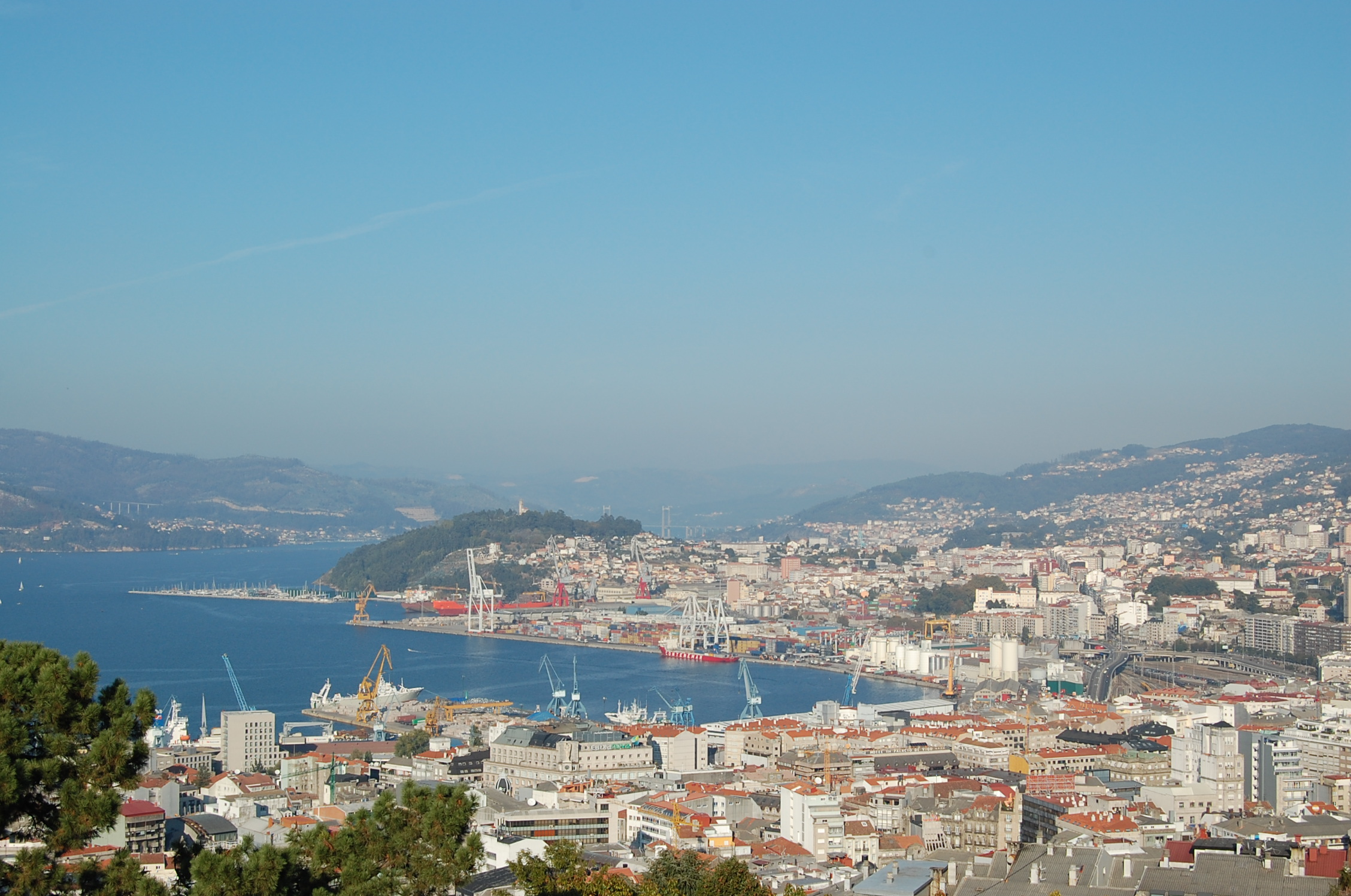
Centre de Vigo i zona nord del port.

El port de Vigo és un port gallec situat a la ciutat de Vigo, a la província de Pontevedra. Es troba a la ria de Vigo i pertany a la província marítima homònima.
És un dels ports pesquers més importants del món i seu de Pescanova, una de les principals companyies pesqueres del món. El 2008 va tenir un moviment total de 751.971 tones, i és el segon més important en pesca de l'Europa atlàntica per darrere del d'Anvers (Bèlgica) i el tercer en mercaderies després del port belga i el de Rotterdam (Països Baixos).
Vigo és la base de companyies pesqueres amb gran presència a països com Austràlia, Argentina, Xile, Perú, Namíbia, Sud-àfrica, Moçambic o les Malvines. El peix és enviat a tot l'estat espanyol i expedit a països com Portugal, Itàlia o França, o altres mercats més distants, com Àsia.
Al port s'hi celebren importants fires com Conxemar, un esdeveniment anual dedicat als productes pesquers congelats. També s'hi celebra periòdicament el World Fishing Exhibition.

## Galeria d'imatges

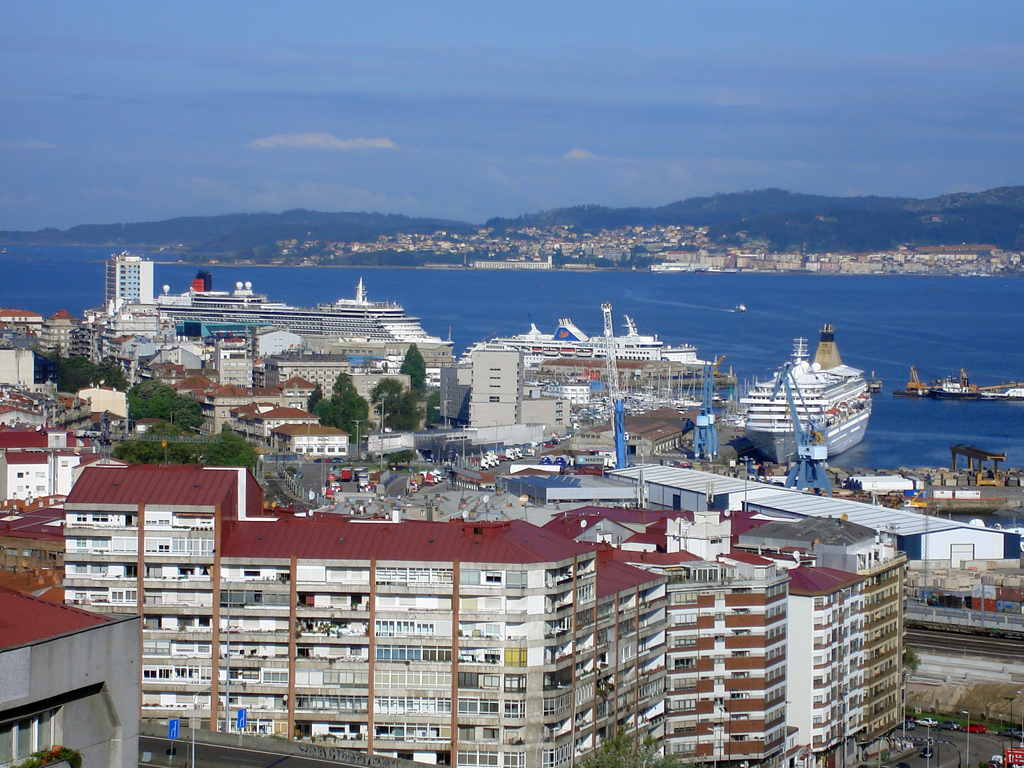
Transatlàntics
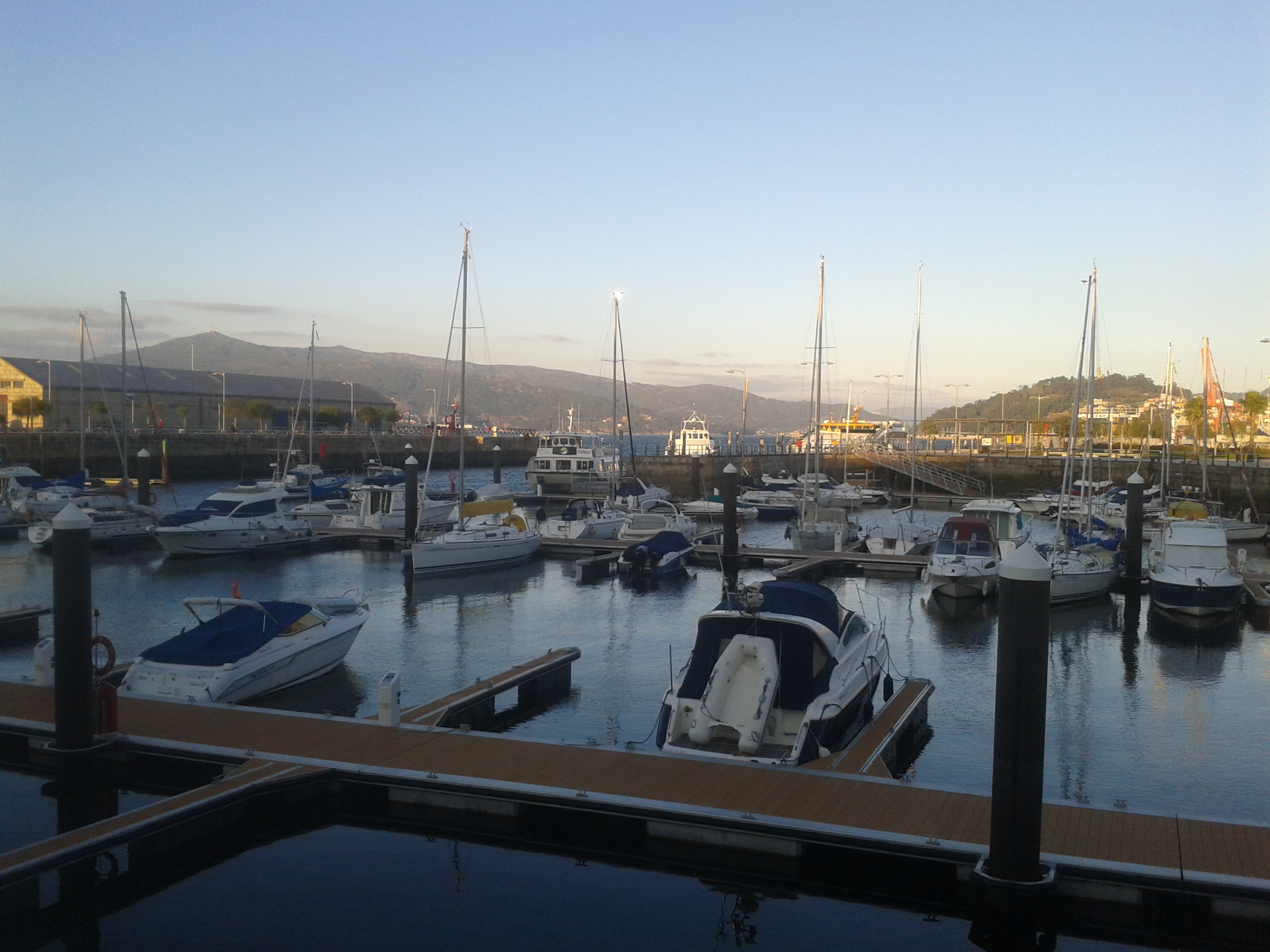
Moll de Laxe
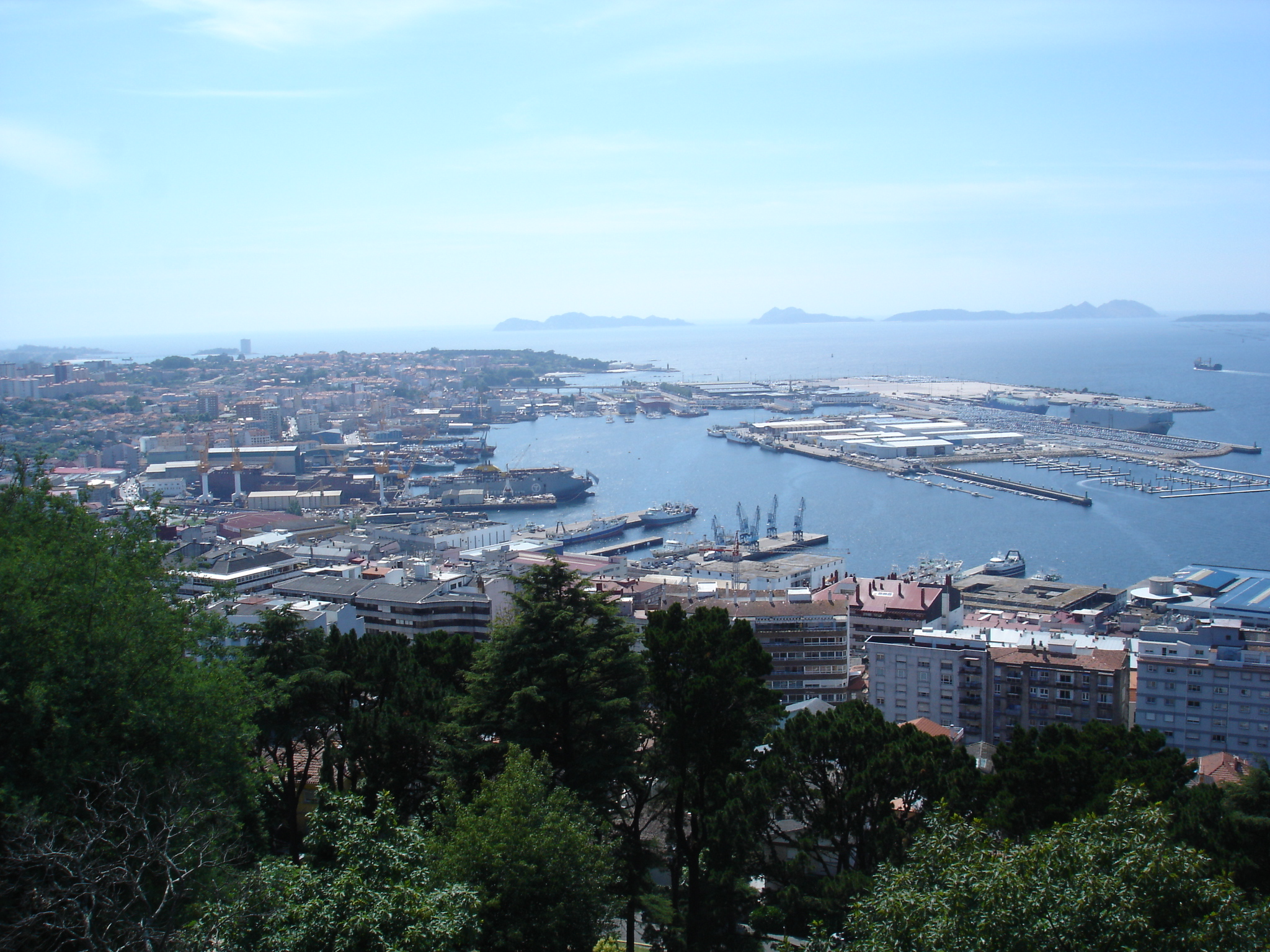
El port des del monte do Castro